# Чемпионат мира по спортивному ориентированию 2020
Чемпионат мира по спортивному ориентированию 2020 (англ. Nokian Tyres World Orienteering Championships 2020) — 37-й чемпионат мира, который пройдет с 6 июля по 11 июля 2020 года в городах Коллинг,Вайле,Фредерисия, Дания. Чемпионат должен был пройти в самом сердце Дании. Три фантастических и универсальных города, Коллинг, Фредерисия и Вайле. Все они имеют старые исторические городские центры с паутиной дворов, аллейных переулков и небольших улиц, и они представляют начало датской истории с большой культурой.
Международная федерация ориентирования объявила об отмене чемпионат мира по спортивному ориентированию 2020 в связи с пандемией COVID-19.Чемпионат мира по спортивному ориентированию, который должна была принимать Дания, будет проведен в 2022 году.

## Программа соревнований
| 06.07.2020 | Понедельник | Модельная тренировка                               |  |
| 07.07.2020 | Вторник     | Спринт - эстафета и церемония открытия             |  |
| 08.07.2020 | Среда       | День отдыха                                        |  |
| 09.07.2020 | Четверг     | Нокаут-спринт (квалификация и финал)               |  |
| 10.07.2020 | Пятница     | День отдыха                                        |  |
| 11.07.2020 | Суббота     | Спринт (квалификация и финал) и церемония закрытия |  |

## Результаты

#### Мужчины
| Дата       | Золото | Серебро | Бронза | Дисциплина    |
| ---------- | ------ | ------- | ------ | ------------- |
| 07.07.2020 |        |         |        | Нокаут-спринт |
| 09.07.2020 |        |         |        | Спринт        |

#### Женщины
| Дата       | Золото | Серебро | Бронза | Дисциплина    |
| ---------- | ------ | ------- | ------ | ------------- |
| 07.07.2020 |        |         |        | Нокаут-спринт |
| 09.07.2020 |        |         |        | Спринт        |

#### Эстафета
| Дата       | Золото   | Серебро  | Бронза   |
| ---------- | -------- | -------- | -------- |
| 11.07.2020 | 1. 2. 3. | 1. 2. 3. | 1. 2. 3. |